# Szakra (Arabia Saudyjska)
Szakra (arab. ‏شقراء‎, Šaqrāʾ) – miasto w środkowej Arabii Saudyjskiej, w prowincji Rijad, leżące w odległości około 185 km na północny zachód od centrum stolicy kraju, Rijadu. W 2010 roku liczyło około 27 tys. mieszkańców. W pobliżu miasta znajduje się Uniwersytet Szakra, założony w 2008 roku.